# Pseudacanthocanthopsis rohdei
Pseudacanthocanthopsis rohdei – gatunek widłonoga z rodziny Chondracanthidae. Nazwa naukowa tego gatunku skorupiaków została opublikowana w 1976 roku przez biologów Ju-Shey Ho i Masahiro Dojiri.